# Hogevecht
Hogevecht is een straat in Amsterdam-Zuidoost, wijk Bijlmermeer. Aan de straat staan de flats Hogevecht Oost en Hogevecht West. Ze staan ingeklemd tussen het Abcouderpad en de Flierbosdreef.

## Flat
De straat kreeg haar naam op 26 juni 1968 toen de gemeente Amsterdam besloot de straat te vernoemen naar het vroegere patriciërshuis Hoogevecht aan de Vecht.
Op 13 december 1966 werd de eerste paal geslagen voor de H-buurt. Die bestond in eerste instantie uit acht rechte flatgebouwen, twee-aan-twee gebouwd (de buurt wordt in 2020 omschreven als rechte H-Buurt), Hoogoord, Haag en Veld, Hofgeest en Hogevecht. Op 25 november 1968 kreeg de eerste bewoner van Hoogoord de sleutel. Het was de tijd van grote woningnood en er kwamen flatgebouwen van elf bouwlagen naar een ontwerp van Kees Rijnboutt. De verbindingen met de parkeergarage werden verzorgd door loopbruggen; andere bruggetjes verzorgden onderdoorgangen, die samen met de entrees op de eerste etage in de loop der jaren als onveilig werden bestempeld.
In 2004 werd het complex Hogevecht grootscheeps gesaneerd onder leiding van Architektenburo Hans Wagner; de onveilige bergingen werden omgebouwd tot bedrijfseenheden; de loopbruggetjes werden gesloopt; er werden nieuwe bergingen gebouwd die tevens als beschutting werkten voor de tuintjes. Aan het westelijk eind van de westflat werd aanvullend een gebouw neergezet voor naschoolse opvang.
Opvallend aan de flat is de blauwe gordel van balkonafscheidingen alsmede rode vlakken in de glaspartij van portieken.
In een project om de flats meer op te fleuren werd in 2014 een (zij-)gevelhoge muurschildering geplaatst door de Braziliaanse streetart artiest Rimon Guimarães.

## Bruggen 1071 en 1072
Aan de flat werden tijdens de bouw twee heuvelbruggen gekoppeld een aan de westelijke kop van de westelijke flat (brug 1071, nabij Abcouderpad) en een aan de oostelijke kop van de oostelijke flat (brug 1072, nabij Flierbosdreef). De twee bruggen maakten deel uit van een achttal heuvelbruggetjes, waarvan alleen brug 1068 nog over is (gegevens 2020).

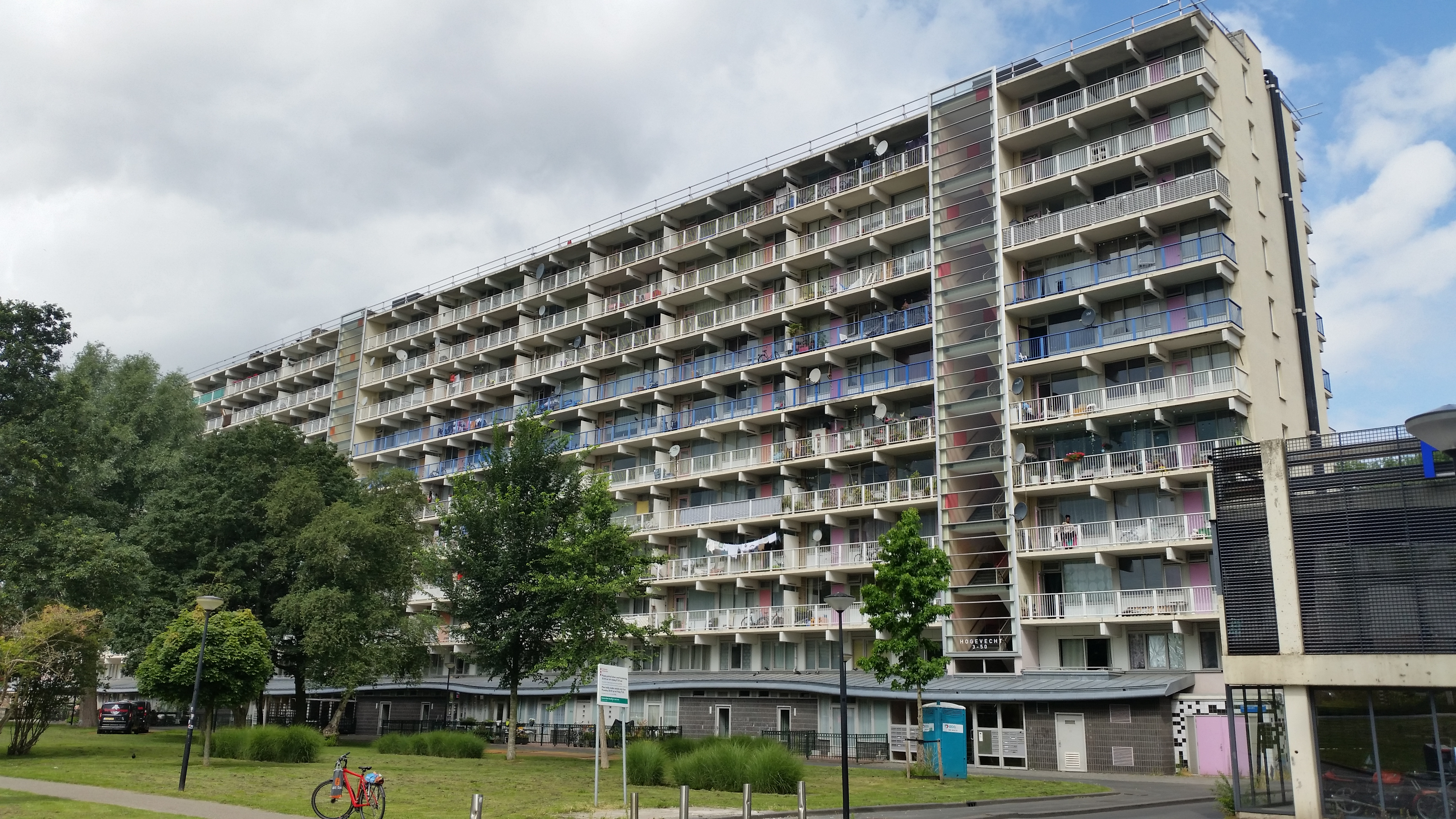
Hogevecht west (juli 2020)

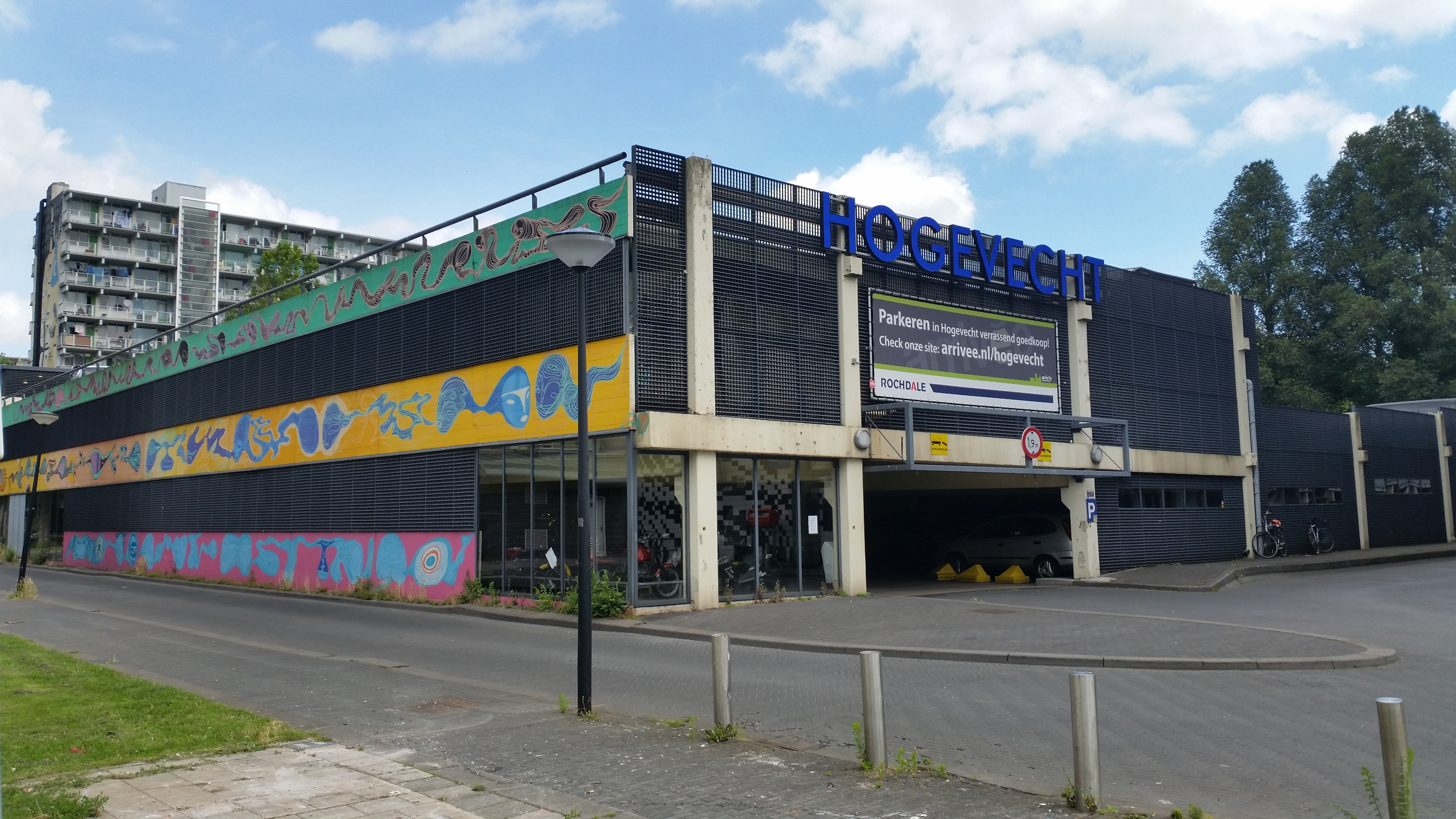
Parkeergarage Hogevecht met beschilderingen door Rimon Guimarães (juli 2020)